# 공개연애 - 여배우의 사생활
《공개연애 - 여배우의 사생활》은 TV조선에서 방영된 예능 프로그램이다.

## 출연진
- 예지원
- 오윤아
- 이수경